# Paisagem cultural de Aranjuez
A Paisagem Cultural de Aranjuez é um sítio classificado pela UNESCO como Património Mundial da Humanidade desde 2001. Fica situado em Aranjuez, e nele representa papel destacado o Palácio Real de Aranjuez.

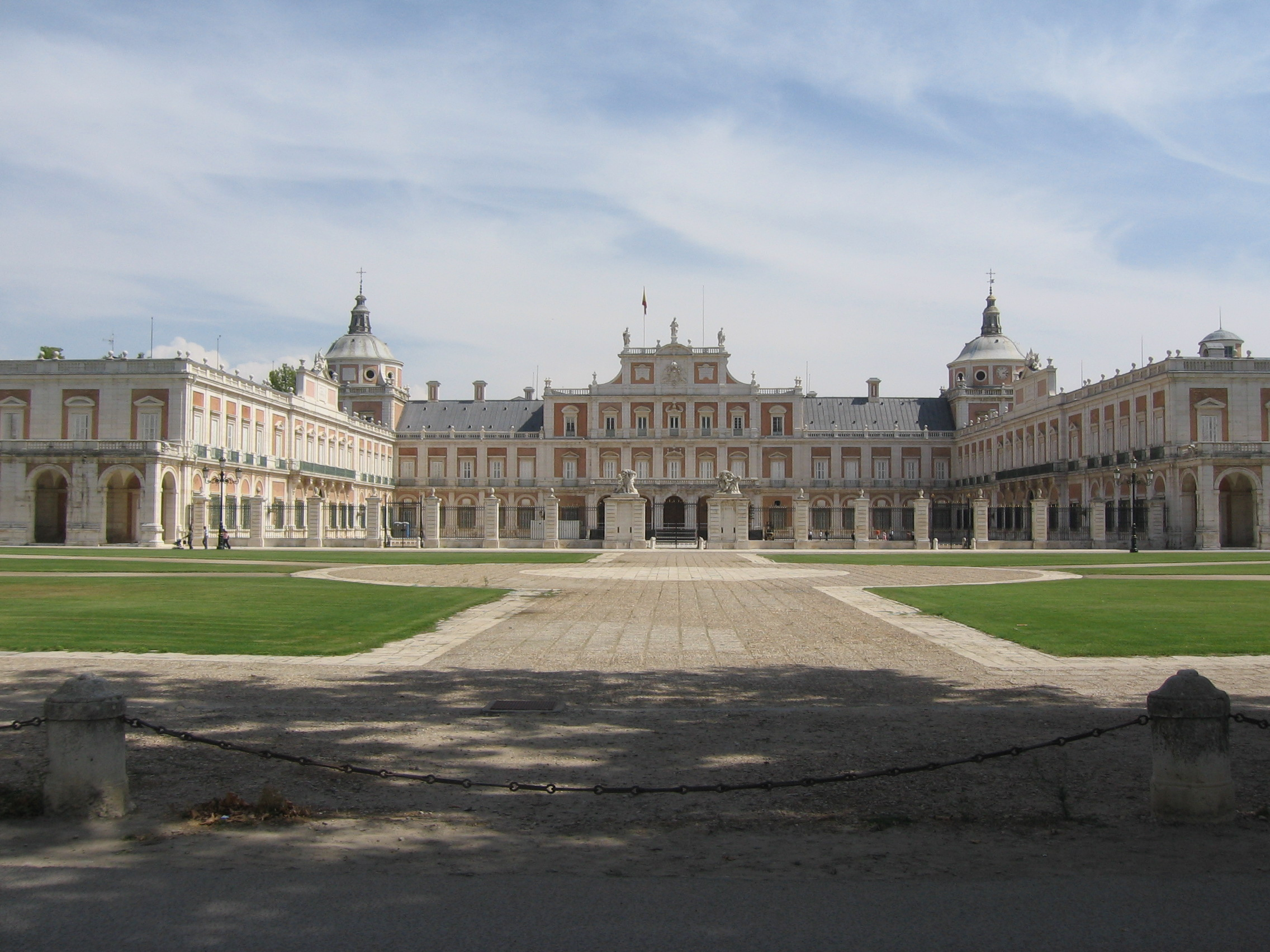
Fachada do Palácio Real de Aranjuez.